# Aurouër
Aurouër település Franciaországban, Allier megyében. Lakosainak száma 411 fő (2022. január 1.). Aurouër Saint-Ennemond, Trévol, Villeneuve-sur-Allier, Dornes és Toury-sur-Jour községekkel határos.

## Népesség
A település népességének változása:
| Lakosok száma | 310  | 264  | 302  | 363  | 412  | 420  | 413  | 421  | 425  | 411  |
|               | 1968 | 1982 | 1990 | 2006 | 2013 | 2015 | 2017 | 2019 | 2020 | 2022 |